# Make It Stop (September's Children)
«Make It Stop (September's Children)» es una canción de la banda estadounidense de hardcore punk Rise Against, lanzado a través de DGC e Interscope Records el 30 de mayo de 2011 como su segundo sencillo de su sexto álbum de estudio Endgame (2011). La canción llegó a las estaciones de radio al día siguiente. Alcanzó el puesto número seis en la lista de canciones alternativas de Billboard y el número ocho en la lista de canciones de rock de Billboard. La canción es parte del Proyecto It Gets Better.

## Significado
En un artículo para Punknews.org, el cantante principal Tim McIlrath reveló que "una serie de eventos fueron el catalizador para la creación de Make It Stop, desde los suicidios en septiembre de 2010 hasta nuestros propios fans expresando sus miedos e inseguridades de vez en cuando". tiempo. Decidí crear la canción como una respuesta, y cuando descubrí la campaña It Gets Better y el compromiso de [el cofundador de It Gets Better Project] Dan Savage con un mensaje tan importante y conciso, me conmovió".
La canción trata explícitamente el acoso y la intimidación que enfrentan los jóvenes LGBT. Según McIlrath, "el mensaje es: puede mejorar, mejora, dale la oportunidad de mejorar, no termines con tu vida prematuramente".
Hacia el final de la canción, se leen en voz alta los primeros cinco de los nueve nombres de los suicidas de septiembre de 2010: (Tyler Clementi, 18 años; Billy Lucas, 15 años; Harrison Chase Brown, 15 años; Cody J. Barker, 17 años ; Seth Walsh, 13 años). Los últimos cuatro nombres: Félix Sacco, 17 años; Asher Brown, 13 años; Caleb Nolt, 14 años; y Raymond Chase, de 19 años, se leen en voz alta a lo largo de los siguientes dos versos, pero quedan eclipsados por la letra principal.

## Video musical
El video musical que lo acompaña fue dirigido por Marc Klasfeld y filmado en Rolling Meadows High School en Rolling Meadows, Illinois, la misma escuela a la que asistió McIlrath cuando era estudiante. El video fue una colaboración con el Proyecto It Gets Better, una organización sin fines de lucro que tiene como objetivo prevenir el suicidio dentro de la comunidad LGBT.
El video musical fue nominado para el premio "Mejor video con un mensaje" en los MTV Video Music Awards de 2011, pero perdió ante Born This Way de Lady Gaga.

## Posicionamiento en lista
| Lista (2011)                      | Posiciones |
| --------------------------------- | ---------- |
| Czech Republic (Modern Rock)      | 12         |
| Mexico Ingles Airplay (Billboard) | 29         |